# Ексетер (Мисури)
Ексетер (енгл. Exeter) град је у америчкој савезној држави Мисури.

## Демографија
По попису из 2010. године број становника је 772, што је 65 (9,2%) становника више него 2000. године.
| Група             | 2000.       | 2010.       |
| Белци             | 654 (92,5%) | 713 (92,4%) |
| Афроамериканци    | 0 (0,0%)    | 3 (0,4%)    |
| Азијати           | 0 (0,0%)    | 4 (0,5%)    |
| Хиспаноамериканци | 32 (4,5%)   | 39 (5,1%)   |
| Укупно            | 707         | 772         |